# 尼古拉·瓦图京
尼古拉·费奧多罗维奇·瓦图京（羅馬化：Nikolay Fyodorovich Vatutin；1901年12月16日—1944年4月15日），苏联红军大将，苏联英雄（追授）。

## 生平
瓦图京生于俄罗斯帝国沃罗涅日省切普希诺镇（今别尔哥罗德州）。1920年参加红军，1921年加入苏联共产党，先后在波尔塔瓦步兵学校、基辅高级联合军事学校、伏龙芝军事学院、总参军事学院受训，在部队中历任排长、连长、师参谋长、军区参谋长、方面军司令、副总參謀长等职，1943年获大将军衔。
1942年7月任沃罗涅日方面军司令，抵御德军对沃罗涅日的进攻。1942年10月任西南方面军司令，参与指挥了斯大林格勒战役。1943年6月再次担任沃罗涅日方面军司令，参与指挥了库尔斯克会战。1943年10月 任乌克兰第1方面军司令，指挥了第聂伯河战役、基辅战役。
1944年2月29日在罗夫诺州米利亚京遭乌克兰民族主义组织乌克兰反抗军伏击，受重伤。3月，乌克兰第1方面军司令一职由格奥尔基·康斯坦丁诺维奇·朱可夫接替。瓦图京的两位兄弟在2月和3月的战斗中被杀，瓦图京自己也于4月15日在医院里去世，被给予国葬，葬于基辅。